# Championnats du monde de patinage artistique 1983
Navigation
Mondiaux 1982 Mondiaux 1984
Les championnats du monde de patinage artistique 1983 ont lieu du 8 au 13 mars 1983 à Helsinki en Finlande.
En danse sur glace, ce sont les premiers mondiaux où on introduit une danse originale à côté des danses imposées et de la danse libre.

## Qualifications
Les patineurs sont éligibles à l'épreuve s'ils représentent une nation membre de l'Union internationale de patinage (International Skating Union en anglais). Les fédérations nationales sélectionnent leurs patineurs en fonction de leurs propres critères.
Sur la base des résultats des championnats du monde 1982, l'Union internationale de patinage autorise chaque pays à avoir de une à trois inscriptions par discipline. 

## Podiums
| Épreuves                            | Or                               | Argent                                | Bronze                           |
| ----------------------------------- | -------------------------------- | ------------------------------------- | -------------------------------- |
| Messieurs résultats détaillés       | Scott Hamilton                   | Norbert Schramm                       | Brian Orser                      |
| Dames résultats détaillés           | Rosalynn Sumners                 | Claudia Leistner                      | Elena Vodorezova                 |
| Couples résultats détaillés         | Ielena Valova / Oleg Vassiliev   | Sabine Baeß / Tassilo Thierbach       | Barbara Underhill / Paul Martini |
| Danse sur glace résultats détaillés | Jayne Torvill / Christopher Dean | Natalia Bestemianova / Andreï Boukine | Judy Blumberg / Michael Seibert  |

## Tableau des médailles
| Rang  | Nation               | Or | Argent | Bronze | Total |
| ----- | -------------------- | -- | ------ | ------ | ----- |
| 1     | États-Unis           | 2  | 0      | 1      | 3     |
| 2     | Union soviétique     | 1  | 1      | 1      | 3     |
| 3     | Royaume-Uni          | 1  | 0      | 0      | 1     |
| 4     | Allemagne de l'Ouest | 0  | 2      | 0      | 2     |
| 5     | Allemagne de l'Est   | 0  | 1      | 0      | 1     |
| 6     | Canada               | 0  | 0      | 2      | 2     |
| Total | Total                | 4  | 4      | 4      | 12    |

## Détails des compétitions
Pour la saison 1982/1983, les calculs des points se font selon la méthode suivante :
- chez les Messieurs et les Dames (0.6 point par place pour les figures imposées, 0.4 point par place pour le programme court, 1 point par place pour le programme libre)
- chez les couples artistiques (0.4 point par place pour le programme court, 1 point par place pour le programme libre)
- en danse sur glace (0.6 point par place pour les trois danses imposées, 0.4 point par place pour la danse originale, 1 point par place pour la danse libre)

Pour la compétition des Dames, les patineuses qui n'étaient pas dans le top 15 après le programme court ont été éliminées du groupe A et ont patiné leur programme libre dans un groupe B.

### Messieurs
| Rang | Nom                    | Nation               | Points | Fig. impo. | Prog. court | Prog. libre |
| ---- | ---------------------- | -------------------- | ------ | ---------- | ----------- | ----------- |
| 1    | Scott Hamilton         | États-Unis           | 2.6    | 2          | 1           | 1           |
| 2    | Norbert Schramm        | Allemagne de l'Ouest | 6.6    | 4          | 3           | 3           |
| 3    | Brian Orser            | Canada               | 7.6    | 8          | 2           | 2           |
| 4    | Alexandre Fadeïev      | Union soviétique     | 9.2    | 6          | 4           | 4           |
| 5    | Jean-Christophe Simond | France               | 9.6    | 1          | 5           | 7           |
| 6    | Jozef Sabovčík         | Tchécoslovaquie      | 10.4   | 3          | 9           | 5           |
| 7    | Brian Boitano          | États-Unis           | 14.2   | 9          | 7           | 6           |
| 8    | Heiko Fischer          | Allemagne de l'Ouest | 15.2   | 5          | 8           | 9           |
| 9    | Vladimir Kotin         | Union soviétique     | 16.6   | 7          | 6           | 10          |
| 10   | Rudi Cerne             | Allemagne de l'Ouest | 18.4   | 10         | 11          | 8           |
| 11   | Laurent Depouilly      | France               | 23.4   | 12         | 13          | 11          |
| 12   | Falko Kirsten          | Allemagne de l'Est   | 24.4   | 14         | 10          | 12          |
| 13   | Gary Beacom            | Canada               | 27.4   | 11         | 17          | 14          |
| 14   | Mark Cockerell         | États-Unis           | 29.2   | 19         | 12          | 13          |
| 15   | Lars Åkesson           | Suède                | 30.4   | 13         | 14          | 17          |
| 16   | Miljan Begović         | Yougoslavie          | 31.0   | 15         | 15          | 16          |
| 17   | Masaru Ogawa           | Japon                | 31.6   | 17         | 16          | 15          |
| 18   | Shinji Someya          | Japon                | 35.8   | 16         | 18          | 19          |
| 19   | Thomas Hlavik          | Autriche             | 37.2   | 18         | 21          | 18          |
| 20   | Mark Pepperday         | Royaume-Uni          | 40.2   | 21         | 19          | 20          |
| 21   | Cameron Medhurst       | Australie            | 41.0   | 20         | 20          | 21          |
| 22   | Fernando Soria         | Espagne              | 44.0   | 22         | 22          | 22          |

### Dames
| 1                                                       | Rosalynn Sumners   | États-Unis           | 3.2  | 1  | 4  | 1  |
| 2                                                       | Claudia Leistner   | Allemagne de l'Ouest | 6.8  | 5  | 2  | 3  |
| 3                                                       | Elena Vodorezova   | Union soviétique     | 7.0  | 3  | 3  | 4  |
| 4                                                       | Katarina Witt      | Allemagne de l'Est   | 7.2  | 8  | 1  | 2  |
| 5                                                       | Anna Kondrashova   | Union soviétique     | 12.4 | 9  | 5  | 5  |
| 6                                                       | Kristiina Wegelius | Finlande             | 13.8 | 2  | 9  | 9  |
| 7                                                       | Kay Thomson        | Canada               | 14.0 | 6  | 11 | 6  |
| 8                                                       | Manuela Ruben      | Allemagne de l'Ouest | 16.2 | 7  | 10 | 8  |
| 9                                                       | Tiffany Chin       | États-Unis           | 17.8 | 14 | 6  | 7  |
| 10                                                      | Sandra Cariboni    | Suisse               | 20.8 | 4  | 16 | 12 |
| 11                                                      | Janina Wirth       | Allemagne de l'Est   | 21.8 | 15 | 7  | 10 |
| 12                                                      | Charlene Wong      | Canada               | 22.0 | 13 | 8  | 11 |
| 13                                                      | Sanda Dubravčić    | Yougoslavie          | 24.8 | 11 | 13 | 13 |
| 14                                                      | Sonja Stanek       | Autriche             | 26.8 | 10 | 17 | 14 |
| 15                                                      | Katrien Pauwels    | Belgique             | 30.2 | 12 | 20 | 15 |
| Patineuses éliminées du top 15 après le programme court |                    |                      |      |    |    |    |
| 16                                                      | Karin Telser       | Italie               | 20.4 | 21 | 12 | 3  |
| 17                                                      | Catarina Lindgren  | Suède                | 21.8 | 18 | 15 | 5  |
| 18                                                      | Juri Ozawa         | Japon                | 22.6 | 24 | 18 | 1  |
| 19                                                      | Susan Jackson      | Royaume-Uni          | 22.6 | 25 | 14 | 2  |
| 20                                                      | Hanne Gamborg      | Danemark             | 25.0 | 19 | 19 | 6  |
| 21                                                      | Elise Ahonen       | Finlande             | 26.0 | 22 | 22 | 4  |
| 22                                                      | Li Scha Wang       | Pays-Bas             | 28.2 | 20 | 23 | 7  |
| 23                                                      | Alison Southwood   | Royaume-Uni          | 28.4 | 16 | 27 | 8  |
| 24                                                      | Béatrice Farinacci | France               | 28.8 | 17 | 24 | 9  |
| 25                                                      | Susanne Gschwend   | Autriche             | 34.2 | 23 | 26 | 10 |
| 26                                                      | Vicki Holland      | Australie            | 35.0 | 26 | 21 | 11 |
| 27                                                      | Rosario Esteban    | Espagne              | 38.8 | 28 | 25 | 12 |
| Abandon                                                 | Lim Hye-kyung      | Corée du Sud         |      | 27 | 28 |    |
| Forfait                                                 | Elaine Zayak       | États-Unis           |      | NC | NC | NC |

### Couples
| Rang | Nom                                  | Nation               | Points | Prog. court | Prog. libre |
| ---- | ------------------------------------ | -------------------- | ------ | ----------- | ----------- |
| 1    | Ielena Valova / Oleg Vassiliev       | Union soviétique     | 1.8    | 2           | 1           |
| 2    | Sabine Baeß / Tassilo Thierbach      | Allemagne de l'Est   | 2.4    | 1           | 2           |
| 3    | Barbara Underhill / Paul Martini     | Canada               | 4.2    | 3           | 3           |
| 4    | Kitty Carruthers / Peter Carruthers  | États-Unis           | 6.0    | 5           | 4           |
| 5    | Veronika Pershina / Marat Akbarov    | Union soviétique     | 7.4    | 6           | 5           |
| 6    | Marina Pestova / Stanislav Leonovich | Union soviétique     | 8.6    | 4           | 7           |
| 7    | Lea Ann Miller / William Fauver      | États-Unis           | 9.2    | 8           | 6           |
| 8    | Birgit Lorenz / Knut Schubert        | Allemagne de l'Est   | 9.8    | 7           | 7           |
| 9    | Cynthia Coull / Mark Rowsom          | Canada               | 12.6   | 9           | 9           |
| 10   | Katherina Matousek / Lloyd Eisler    | Canada               | 14.0   | 10          | 10          |
| 11   | Jill Watson / Burt Lancon            | États-Unis           | 15.4   | 11          | 11          |
| 12   | Babette Preußler / Torsten Ohlow     | Allemagne de l'Est   | 16.8   | 12          | 12          |
| 13   | Susan Garland / Ian Jenkins          | Royaume-Uni          | 18.6   | 14          | 13          |
| 14   | Toshimi Ito / Takashi Mura           | Japon                | 19.2   | 13          | 14          |
| 15   | Jana Havlová / René Novotný          | Tchécoslovaquie      | 21.0   | 15          | 15          |
| 16   | Claudia Massari / Leonardo Azzola    | Allemagne de l'Ouest | 22.4   | 16          | 16          |
| 17   | Maija Pekkala / Pekka Pekkala        | Finlande             | 23.8   | 17          | 17          |

### Danse sur glace
| Rang    | Nom                                   | Nation               | Points | Danses imposées | Danse originale | Danse libre |
| ------- | ------------------------------------- | -------------------- | ------ | --------------- | --------------- | ----------- |
| 1       | Jayne Torvill / Christopher Dean      | Royaume-Uni          | 2.0    | 1               | 1               | 1           |
| 2       | Natalia Bestemianova / Andreï Boukine | Union soviétique     | 5.0    | 3               | 3               | 2           |
| 3       | Judy Blumberg / Michael Seibert       | États-Unis           | 5.0    | 2               | 2               | 3           |
| 4       | Olga Volozhinskaya / Alexander Svinin | Union soviétique     | 8.6    | 5               | 4               | 4           |
| 5       | Karen Barber / Nicholas Slater        | Royaume-Uni          | 10.6   | 4               | 8               | 5           |
| 6       | Tracy Wilson / Robert McCall          | Canada               | 12.2   | 7               | 5               | 6           |
| 7       | Elisa Spitz / Scott Gregory           | États-Unis           | 13.0   | 6               | 6               | 7           |
| 8       | Elena Batanova / Alexei Soloviev      | Union soviétique     | 15.6   | 8               | 7               | 8           |
| 9       | Petra Born / Rainer Schönborn         | Allemagne de l'Ouest | 18.6   | 10              | 9               | 9           |
| 10      | Kelly Johnson / John Thomas           | Canada               | 22.2   | 13              | 11              | 10          |
| 11      | Isabella Micheli / Roberto Pelizzola  | Italie               | 22.2   | 12              | 10              | 11          |
| 12      | Wendy Sessions / Stephen Williams     | Royaume-Uni          | 23.4   | 11              | 12              | 12          |
| 13      | Judit Péterfy / Csaba Bálint          | Hongrie              | 27.0   | 14              | 14              | 13          |
| 14      | Noriko Sato / Tadayuki Takahashi      | Japon                | 28.2   | 15              | 13              | 14          |
| 15      | Marianne van Bommel / Wayne Deweyert  | Pays-Bas             | 30.6   | 16              | 15              | 15          |
| 16      | Kathrin Beck / Christoff Beck         | Autriche             | 32.6   | 17              | 16              | 16          |
| 17      | Claudia Schmidlin / Daniel Schmidlin  | Suisse               | 34.6   | 18              | 17              | 17          |
| 18      | Hristina Boyanova / Javor Ivanov      | Bulgarie             | 36.6   | 19              | 18              | 18          |
| Abandon | Nathalie Hervé / Pierre Béchu         | France               |        | 9               |                 |             |